# Puyarruego
Puyarruego est un village de la province de Huesca en Espagne.
Il est situé à une altitude de 673 m. Sa population est estimée à 27 habitants en 2020.